# Les aventures del baró Munchausen
Les aventures del baró Munchausen (títol original: The Adventures of Baron Munchausen) és una pel·lícula fantàstica germano-britànica de Terry Gilliam, inspirada en el conte homònim i estrenada l'any 1988. Ha estat doblada al català.
Encara que considerat com un excel·lent film per la majoria de les critiques, va ser un fracàs comercial a la seva estrena (50 milions de dòlars americans de l'època). Va suposar a Terry Gilliam ser vetat per pel·lícules de gran pressupost per una temporada.

## Argument
En una ciutat assetjada pels Turcs, una obra de teatre explica les aventures del famós Baró de Münchhausen. Va sorgir llavors un ancià, afirmant ser el « verdader » baró de Munchausen, organitza un escàndol i interromp l'obra. Horatio Jackson, el dirigent de la ciutat, un notable menyspreant, l'ignora; els membres de la tropa el prenen per boig. Només Sally, filla del director de la tropa de teatre, el pren seriosament. Ell li explica com, amb l'ajuda dels seus companys Berthold, Adolphus, Albrecht i Gustavus, va guanyar el tresor del sultà, i va desencadenar així la guerra.

## Repartiment
- John Neville: el baró de Münchhausen
- Sarah Polley: Sally Salt
- Jonathan Pryce: Horatio Jackson
- Valentina Cortese: Ariadne, la reina de la Lluna / Violeta
- Robin Williams (als crèdits, Ray D. Tutto): el rei de la Lluna[3]
- Eric Idle: Berthold / Desmond
- Oliver Reed: Vulcà
- Uma Thurman: Venus / Rosa
- Sting: l'oficial heroic
- Charles McKeown: Adolphus / Rupert
- Winston Dennis: Albrecht / Bill
- Jack Purvis: Gustavus / Jeremy
- Bill Paterson: Henry Salt
- Peter Jeffrey: el sultan
- Alison Steadman: Daisy
- Ray Cooper: un funcionari
- Terry Gilliam: el cantant a l'interior del peix

## Premis i nominacions

### Premis
- BAFTA 1990:
  - BAFTA al millor disseny de producció
  - BAFTA al millor vestuari
  - BAFTA al millor maquillatge i perruqueria
- Nastro d'Argento 1990 :
  - Millor fotografia
  - Millor vestuari
  - Millor maquillatge

### Nominacions
- Oscars del cinema 1990: 
  - Oscar als millors efectes visuals
  - Oscar a la millor direcció artística
  - Oscar al millor vestuari
  - Oscar al millor maquillatge
- Premis Saturn 1990: 
  - Millor film fantàstic
  - millor vestuari
  - Millors efectes especials
  - Millors maquillatges
- Premi Hugo 1990: Millor presentació dramàtica

## Altres adaptacions
- Les Aventures del baró de Münchhausen (1911), film mut de Georges Méliès
- Les Aventures fantàstiques del baró Münchhausen (1943), film alemany de Josef Von Baky ;
- Les Fabuloses Aventures del légendaire baró de Münchhausen (1978), llargmetratge d'animació francès de Jean Imatge.